# شکفیا لکا
شکفیا لکا (به آلمانی: Bischofslack) یک شهرک در اسلوونی با جمعیت ۱۱٬۹۰۵ نفر است که در Municipality of Škofja Loka واقع شده‌است.